# Walter Flowers

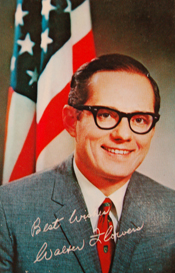
Walter Flowers (etwa 1969)

Walter Flowers (* 12. April 1933 in Greenville, Alabama; † 12. April 1984 in McLean, Virginia) war ein US-amerikanischer Politiker (Demokratische Partei).

## Werdegang
Walter Flowers besuchte öffentliche Schulen in Tuscaloosa. Er graduierte 1955 an der University of Alabama mit einem Bachelor of Arts und 1957 mit einem Bachelor of Laws. Danach war er zwischen 1957 und 1958 Mitglied der Rotary Foundation Fellow an der University of London, wo er seinen Doktor (graduate student) im internationalen Recht (international law) machte. Ferner war er 1955 als Reserveoffizier im militärischen Nachrichtenwesen (Military Intelligence) tätig. Flowers diente zwischen 1958 und 1959 als Lieutenant in der US Army. Seine Zulassung als Anwalt bekam er 1957 und fing dann in Alabama an zu praktizieren.
Flowers verfolgte ebenfalls eine politische Laufbahn. Er wurde in den 91. US-Kongress gewählt und in die vier nachfolgenden US-Kongresse wiedergewählt. Flowers entschied sich 1978 gegen eine Kandidatur für den 96. Kongress und kandidierte erfolglos für einen Sitz im US-Senat. Er gehörte dem US-Repräsentantenhaus vom 3. Januar 1969 bis zum 3. Januar 1979 an. Danach war er als Geschäftsmann tätig und lebte in McLean (Virginia), wo er 1984 starb. Er wurde auf dem Nationalfriedhof Arlington beigesetzt.